# Oskar Santos
Oskar Santos Gómez (Bilbao, 12 de abril de 1972) es un director de cine español.

## Biografía
Licenciado en Comunicación Audiovisual por la Universidad Complutense de Madrid, en 2000 escribió, produjo y dirigió el cortometraje Torre, que recibió numerosos premios internacionales, en 2002 dirigió dos episodios de la serie Urban Myth Chillers, producida por Universal TV (UK) y GTV (France) y ya en 2004 dirigió su segundo corto, El soñador, así como el largometraje documental Un viaje Mar Adentro, making of de la película Mar adentro, dirigida por Alejandro Amenábar.
Su opera prima, El mal ajeno, producida por Alejandro Amenábar y protagonizada por Eduardo Noriega, Belén Rueda, Angie Cepeda y Carlos Leal, fue seleccionada para la sección Panorama del Festival de Berlín 2010.
En 2013 dirigió y coescribió Zipi y Zape y el club de la canica, la segunda adaptación al cine del famoso cómic creado por José Escobar, que fue reconocida por la Academia de Cine con cuatro nominaciones de los Premios Goya en las categorías de Mejor Guion Adaptado, Mejor Dirección de Producción, Mejor dirección artística y Mejores efectos especiales. La cinta también fue premiada con el Premio Especial del Jurado en la 40 edición del Festival Internacional de cine de Seatle. Tres años después, en 2016, dirige y coescribe Zipi y Zape y la isla del capitán. 
En los últimos años, Oskar Santos ha dirigido también algún capítulo en series de televisión como: Hispania, la leyenda, «El ministerio de tiempo o Vivir sin permiso y se ha desempeñado como segundo director o director de 2ª unidad en series de televisión como Crematorio (2011), Hierro (2019), La unidad (2020) o Los favoritos de Midas (2020).

## Filmografía

##### Como director de cortometrajes
- Torre (cortometraje) (2000)
- El soñador (cortometraje) (2004)

##### Como director de largometrajes
- El mal ajeno (2010)
- Zipi y Zape y el club de la canica (2013)
- Zipi y Zape y la isla del capitán (2016)

##### Como director de series de televisión
- Hispania (2012)
- El ministerio del tiempo (2017)
- Vivir sin permiso (2018-2020)

##### Como segundo director o director de 2ª unidad en series de televisión
- Crematorio (2011)
- Hierro (2019)
- La unidad (2020)
- Los favoritos de Midas (2020)